# Biskop

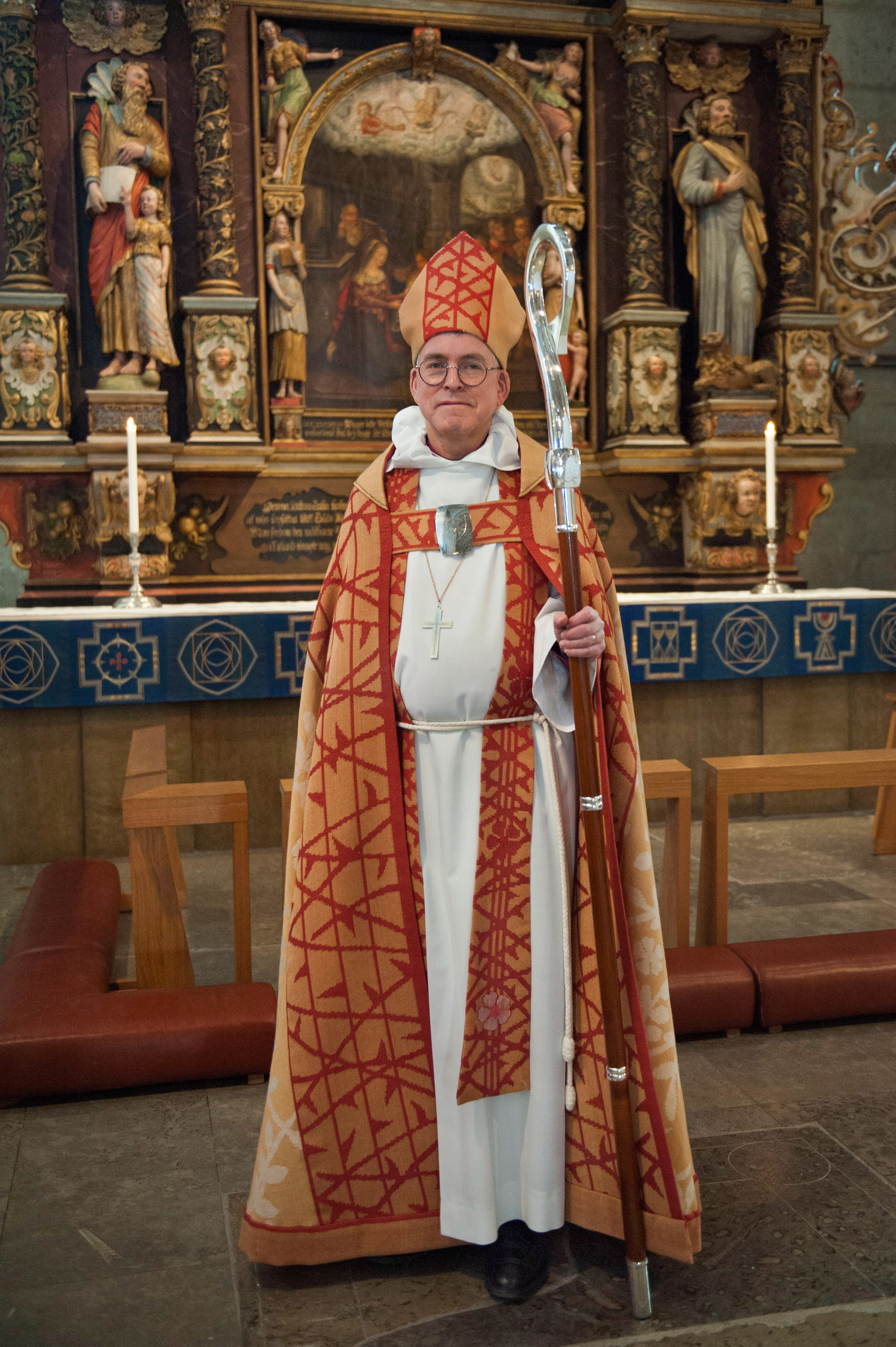
Biskop i Svenska kyrkan.

En biskop (från grekiskans epískopos, ungefär ’tillsynsman’) är en person med en viss sorts ämbete inom flera religiösa institutioner. Biskopar finns framförallt i kristna samfund, i vilka biskopen är den högste kyrklige ledaren inom ett visst stift. Biskopar finns även inom några buddhistiska institutioner tillhörande japanska riktningar samt den japanska nya religionen tenrikyo.
Inom den romersk-katolska, gammalkatolska kyrkan, de östortodoxa kyrkorna och vissa kyrkor med ursprung i reformationen, bland annat den anglikanska kyrkogemenskapen och Svenska kyrkan, har en biskop apostolisk succession, det vill säga att biskopsvigningarna bildar en kedja som sträcker sig ända tillbaka till apostlarna. Den norska kyrkan tappade sin apostoliska succession vid reformationen men dess ledare kallas fortfarande biskopar. Titeln förekommer även hos exempelvis mormonerna.

## Buddhism
Ledaren för Buddhist Churches of America är deras biskop (bishop), som sedan 23 april 2020 är Marvin Harada. Den japanska titeln för BCAs biskop är sochō, men den engelska titeln "bishop" föredras framför den japanska. Vad gäller flera andra buddhistiska termer, har BCA valt att använda termerna på deras originalspråk (termer som sangha och dāna), men andra ord (inklusive sochō), har i stort sett ersatts med engelska termer.
Mellan 1899 och 1944 fanns BCA:s föregångare Buddhist Mission of North America. Ledaren för Buddhist Mission of North America var en kantoku (superintendent/director; föreståndare/direktör) mellan 1899 och 1918. 1918 blev kantoku befordrad till biskop (sochō). Dock menar George J. Tanabe, att titeln "biskop" (bishop) i praktiken hade använts av Jodo Shinshu-buddhister i Hawaii (tillhörande Honpa Hongwanji Mission of Hawaii) även då även deras ledare hade titeln kantoku.
Biskopar finns även i flera andra buddhistiska institutioner med ursprung i japanska buddhistiska riktningar. Higashi Hongan-ji's Nordamerikanska distrikt, Honpa Honganji Mission of Hawaii, Jodo Shinshu Buddhist Temples of Canada, ett jōdoshū-tempel i Los Angeles, shingontemplet Koyasan Buddhist Temple i Los Angeles, Sōtō Mission in Hawai‘i (tillhörande den zenbuddhistiska riktningen sōtō), och den sōtō-zen buddhistiska institutionen Comunidade Budista Sōtō Zenshū da América do Sul i Sydamerika har alla biskopar, eller har haft det tidigare. I Comunidade Budista Sōtō Zenshū da América do Sul är den japanska titeln sōkan, men i praktiken refereras deras ledare till som biskop ("bishop").

## Kristendom

### Historik

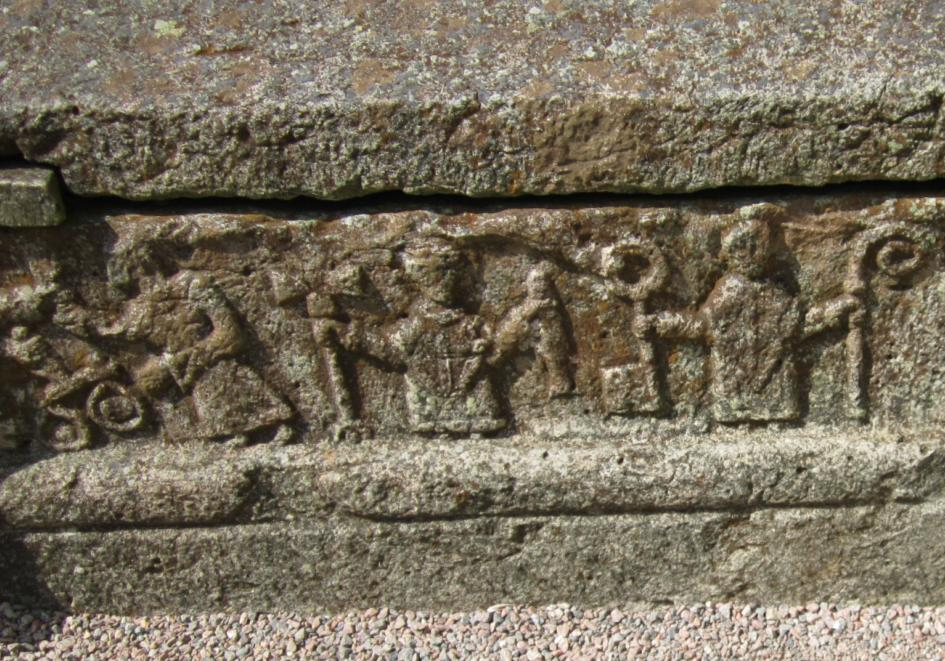
En 1000-talsbiskop bland andra figurer skulpterade på en grav vid Husaby kyrka.

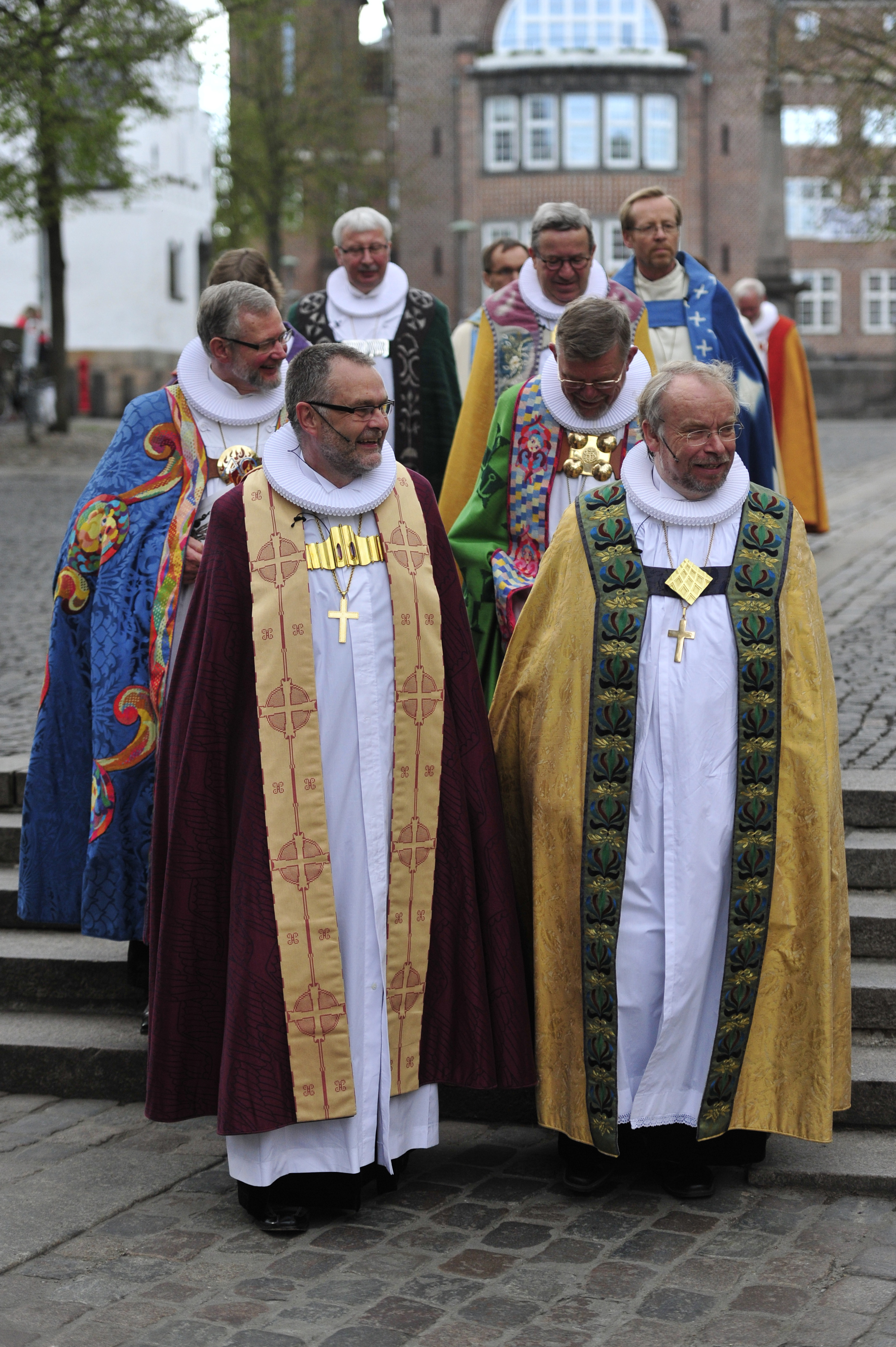
Danska biskopar med pipkrage från dansk biskopsvigning

Biskopar som församlingsledare omnämns redan i Nya testamentet, men deras roll då är något oklar och det verkar inte finnas någon klar distinktion mellan biskop och presbyter (församlingsäldste). De första beläggen för en utvecklad kyrklig hierarki finns i Ignatius av Antiokias brev författade åren 107–108. Där talas om biskopen som de kristnas ledare i en stad, överordnad presbyterna och diakonerna. 
Från att i huvudsak haft monopol på liturgiska och sakramentala funktioner förändras biskopsämbetet under senare delen av 200-talet och vissa delar av biskopens funktioner delegeras understundom till presbyterna. Vad som orsakade denna förändring vet man inte säkert, men utvecklingen verkar ha börjat i öst där det förekom att man tillsatte chorbiskopar (biskop för landsbygden kring en stad). Deras viktigaste funktion var nattvardsfirandet, troligen hade de inte rätt att viga präster och diakoner.
Från 300-talet finns fler och tydligare källor på att presbyter ledde nattvardsgudstjänster, avlöste synder och i öst även konfirmerade. Flera skrifter jämställer biskopar och präster samt karaktäriserar dem som bärare av samma ämbete, med den enda skillnaden att biskopen är överordnad prästerna. Så är fallet hos bland annat Ambrosiaster och Hieronymus. 
Under medeltiden kom denna syn på biskopen som en överordnad präst att bli dominerande. Det var även denna syn på biskops- och prästämbetet som reformatorerna tog över. Därför kom biskopsämbetet att spela en underordnad roll i många reformatoriska kyrkor. Svenska kyrkan kan i detta avseende ses som ett undantag då Laurentius Petris kyrkoordning stadgar att det är biskopen som ska viga präster och att han har rätt att vägra viga dem församlingarna utser. Svenska kyrkan har på grund av reformationens förlopp i Sverige kunnat hävda att dess biskopar är vigda med apostolisk succession, ett förhållande som haft betydelse framför allt på så sätt att det möjliggjorde nattvardsgemenskap med den anglikanska kyrkogemenskapen redan under tidigt 1900-tal.
I modern tid har den fornkyrkliga synen på biskopsämbetet fått en renässans och man talar i dag ofta om det tredelade (alternativt: treledade) ämbetet: biskop, präst och diakon i den ekumeniska debatten och att präst- och diakonämbetet utgår från biskopen.
En medeltida biskop i Norden arbetade vid en domkyrka som utgjorde administrativt centrum i ett stift. Till varje stift hörde ett större jordagods, det så kallade biskopsbordet, som förvaltades av biskopen och hans representanter. Dessa egendomar var utspridda i landet och utgjordes av jorddonationer från förmögna familjer.

### Fler biskopar i samma stift
Inom romersk-katolska kyrkan har man ibland två eller flera vigda biskopar i samma stift, varav en är huvudsaklig biskop och de andra hjälpbiskopar. Hjälpbiskopar utses om stiftet är så stort att en biskop inte räcker till, eller ibland om biskopen av något skäl inte klarar av att utföra sina uppgifter. En av anledningarna till det är att sakramentet konfirmation ges åt varje konfirmand i stiftet genom smörjelse av biskopen personligen. Enligt den katolska kyrkorätten kan man inte biskopsvigas utan att bli vigd till något stift, varför katolska hjälpbiskopar alltid är titulärbiskopar av stift som inte längre existerar.
I den anglikanska kyrkan kallas samma funktion suffraganbiskop. En suffraganbiskop är fullvärdig biskop, men lyder under stiftsbiskopen, och har ofta ett eller fler utpekade ansvarsområden. Sedan 1970-talet har Engelska kyrkan även infört områdesbiskop (eng. area bishop), som är suffraganbiskopar med ansvar för ett visst geografiskt område. Områdesbiskopar infördes på försök i Londons stift, och har sedan dess prövats i 9 av de 44 stiften. Idag finns det områdesbiskopar i London, Chelmsford, Oxford, Southwark, Lichfield och Leeds stift.
Inom katolska kyrkan, och i äldre texter om protestantiska kyrkor, syftar ordet suffraganbiskop eller suffragan i stället på alla stiftsbiskopar och ärkebiskopar som är underordnade en viss ärkebiskop i dennes egenskap som metropolit, det vill säga som ledare för en kyrkoprovins. 
Svenska kyrkan följer normalt principen om en biskop per stift, men av Kyrkoordningen framgår att i Uppsala stift ska det finnas två biskopar, ärkebiskopen av Uppsala samt biskopen av Uppsala stift. Ärkebiskopen har ett särskilt ansvar som Svenska kyrkans främsta företrädare nationellt och internationellt, men har också tillsyn över de sex församlingarna i Uppsala kontrakt och fungerar som ordförande i domkapitlet i Uppsala. Biskopen i Uppsala stift har pastoral tillsyn över resterande Uppsala stift. Likt övriga biskopar är biskopen i Uppsala stift ordförande i stiftsstyrelsen, men vice ordförande i domkapitlet.

## Tenrikyo
I det nordamerikanska distriktet i den nya japanska religionen tenrikyo finns det en person med titeln biskop.

## Regionalbiskop
Regionalbiskop är en kyrklig titel på en biskop inom Liberala katolska kyrkan med jurisdiktion över en kyrkoprovins.